# Уош, Марта
Марта Элейн Уош (англ. Martha Elaine Wash; род. 28 декабря 1953) — американская певица, актриса и продюсер. Известная своим узнаваемым и мощным голосом, Уош впервые приходит к успеху в группе Two Tons O’ Fun, которая вначале карьеры была на бэк-вокале у певца Сильвестра. После получения своего собственного контракта на запись они выпустили три подряд коммерчески успешных песни, которые стали хитами в танцевальных чартах. Дуэт был переименован в The Weather Girls в 1982 году после того, как они выпустили самый продаваемый сингл «It’s Raining Men», который привлёк к ним всеобщее внимание. The Weather Girls выпустили пять альбомов и были широко представлены на альбомах Сильвестра.
После распада группы в 1988 году Уош ушла в хаус-музыку в качестве признанного исполнителя на нескольких успешных песнях. Её успех в танцевальном чарте Billboard принес ей почетный титул «Королевы клубной музыки», в общей сложности она имеет 12 песен «номер один» в танцевальном чарте на сегодняшний день. В декабре 2016 года журнал Billboard поставил ее на 58-е место в списке самых успешных исполнителей танцевальной музыки.
Уош также принадлежит заслуга в появлении в музыкальном законодательстве обязательного указания вокалиста в титрах музыкальных видео, после того как ей отказали в роялти за несколько песен.

## Ранняя жизнь
Уош окончила политехническую среднюю школу Сан-Франциско, где пела в школьном хоре, который выступал по всей Европе в течение двух недель.  

## Дискография
- Martha Wash (1993)
- Something Good (2013)
- Love & Conflict (2020)